# Almatyenergosbyt
Almatyenergosbyt (russisch Алматыэнергосбыт) ist ein Energieversorger in Kasachstan mit Sitz in Almaty. Er ist an der Kasachischen Börse gelistet.
Der Umsatz des Energieversorgers betrug im Geschäftsjahr 2010 rund 50 Milliarden Tenge. Damit lag er um circa zehn Milliarden Tenge über dem Ergebnis des Vorjahres (40,8 Milliarden Tenge).
Gegründet wurde das Unternehmen am 5. Juni 2006 und begann am 1. November 2006 mit seinen Tätigkeiten. 
Am 7. November 2006 wurde Almatyenergosbyt vom Ministerium für Industrie und Handel der Republik Kasachstan in eine Liste von Unternehmen aufgenommen, die ein Monopol für die Elektrizitätsversorgung in Almaty und dem Gebiet Almaty besitzen.